# Iproca aoyamaorum
Iproca aoyamaorum är en skalbaggsart som beskrevs av Hasegawa och N. Ohbayashi 2006. Iproca aoyamaorum ingår i släktet Iproca och familjen långhorningar. Inga underarter finns listade i Catalogue of Life.